# Drosophila bakoue
Drosophila bakoue är en tvåvingeart som beskrevs av Tascas och Lachaise 1974.

## Släktskap
D. bakoue ingår i släktet Drosophila och familjen daggflugor. Arten räknades tidigare som en del av artkomplexet Drosophila bakou men detta har sedan delats upplösts och delats upp i olika artkomplex.

## Utbredning
Artens utbredningsområde är Centralafrika.